# Diplogrammus
Diplogrammus es un género de peces de la familia Callionymidae en el orden de los Perciformes.

## Especies
Las especies de este género son:
- Diplogrammus goramensis (Bleeker, 1858)
- Diplogrammus gruveli Smith, 1963
- Diplogrammus infulatus Smith, 1963
- Diplogrammus pauciradiatus (Gill, 1865)
- Diplogrammus paucispinis
- Diplogrammus pygmaeus Fricke, 1981
- Diplogrammus randalli Fricke, 1983
- Diplogrammus xenicus (Jordan & Thompson, 1914)